# Erivelton Gomes Viana
Erivélton Gomes Viana, mais conhecido como Erivélton (Carvalhos, 2 de abril de 1978), é um ex-futebolista brasileiro que atuava como zagueiro. Atualmente comanda o Ceará Feminino.

## Contusão
No dia 13 de setembro de 2011, Erivélton se machucou durante o treino do Ceará e ficou um mês fora.

## Estatísticas
Até 19 de janeiro de 2014
| Clube             | Temporada         | Campeonato nacional | Campeonato nacional | Copa nacional[a] | Copa nacional[a] | Competições continentais[b] | Competições continentais[b] | Campeonatos Estaduais[c] | Campeonatos Estaduais[c] | Total | Total |
| Clube             | Temporada         | Jogos               | Gols                | Jogos            | Gols             | Jogos                       | Gols                        | Jogos                    | Gols                     | Jogos | Gols  |
| ----------------- | ----------------- | ------------------- | ------------------- | ---------------- | ---------------- | --------------------------- | --------------------------- | ------------------------ | ------------------------ | ----- | ----- |
| Ceará             | 2009              | 35                  | 2                   | -                | -                | -                           | -                           | -                        | -                        | 35    | 2     |
| Ceará             | Total             | 35                  | 2                   | -                | -                | -                           | -                           | -                        | -                        | 35    | 2     |
| Sertãozinho       | 2010              | -                   | -                   | -                | -                | -                           | -                           | 17                       | 0                        | 17    | 0     |
| Sertãozinho       | Total             | -                   | -                   | -                | -                | -                           | -                           | 17                       | 0                        | 17    | 0     |
| Ceará             | 2010              | 4                   | 0                   | -                | -                | -                           | -                           | -                        | -                        | 4     | 0     |
| Ceará             | 2011              | 8                   | 0                   | 4                | 0                | -                           | -                           | 17                       | 0                        | 29    | 0     |
| Ceará             | 2012              | 0                   | 0                   | 1                | 0                | -                           | -                           | 2                        | 1                        | 3     | 1     |
| Ceará             | Total             | 12                  | 0                   | 5                | 0                | -                           | -                           | 19                       | 1                        | 36    | 1     |
| Horizonte         | 2013              | -                   | -                   | -                | -                | -                           | -                           | 10                       | 0                        | 10    | 0     |
| Horizonte         | Total             | -                   | -                   | -                | -                | -                           | -                           | 10                       | 0                        | 10    | 0     |
| Itapipoca         | 2014              | -                   | -                   | -                | -                | -                           | -                           | 5                        | 0                        | 5     | 0     |
| Itapipoca         | Total             | -                   | -                   | -                | -                | -                           | -                           | 5                        | 0                        | 5     | 0     |
| Total na carreira | Total na carreira | 47                  | 2                   | 5                | 0                | -                           | -                           | 51                       | 1                        | 103   | 3     |

- a. ^ Jogos da Copa do Brasil
- b. ^ Jogos de Torneios Internacionais
- c. ^ Jogos do Campeonato Estadual

## Títulos

### Como jogador
Ituano
- Troféu Angelo Dossena: 2001

Fortaleza
- Campeonato Cearense: 2003

Ceará
- Campeonato Cearense: 2011, 2012
- Troféu Chico Anysio: 2012

## Como treinador
Ceará Feminino
- Campeonato Cearense Feminino: 2021, 2023
- Campeonato Brasileiro Feminino - Série A2: 2022[3]